# Sayyid Qutb

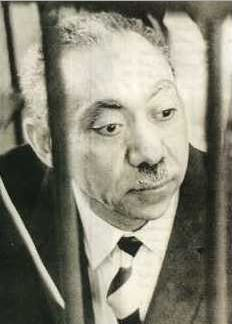
Sayyid Qutb, 1965.

Sayyid Qutb (IPA uttal: ['saɪjɪd 'qʊtˁb]; arabiska: سيد قطب; även Seyyid, Sayid, Sayed; även Koteb, Kutb), född 9 oktober 1906 i Asyut-guvernementet i Egypten, död 29 augusti 1966 i Kairo, var en egyptisk författare, islamist, och ledande intellektuell inom Muslimska brödraskapet på 1950- och 60-talet. Han är främst känd i den muslimska världen för sina arbeten om den islamiska fundamentalismens roll inom socialt arbete och politik, speciellt i böckerna Al-'adala al-Ijtima'iyya fi-l-Islam (Social rättvisa i islam) och Ma'alim fi-l-Tariq (Milstolpar). Hans omfattande kommentar till Koranen, Fi Zilal al-Qur'an (I skuggan av Koranen), har givit ett betydande bidrag till den moderna uppfattningen om islamiska begrepp som  jihad, jahiliyya och ummah.
Författaren och teoretikern Sayyid Qutb (1906-1966) var en inflytelserik islamist. Qutb arbetade med "the Free Officers" från början och bidrog till att Gamal Abdel Nasser (1918-1970) blev Egyptens president år 1956. Qutb radikaliserades när han reste på en studieresa till Amerika mellan november 1948 och augusti 1950. Qutb beskriver samhällets epok och drar paralleller med en period när man ignorerade det andliga, jahiliyyah. Qutb blev senare desillusionerad på Nassers blandning av nationalism och socialism. Qutb fann denna blandning av nationalism och socialism vara sekulär och själlös. Qutb anslöt sig till det muslimska brödraskapet och blev senare arresterad i tio år, 1954-1964. Under hans tid i fängelse skrev han boken "Milestones" som publicerades 1964. Qutb blev hängd 1966.

## Politisk filosofi
I boken Hadha'l-Din (Den här religionen) skriver Qutb:
Det finns bara en plats på jorden som kan kallas för islams hus och det är den plats där en islamisk stat är etablerad och där Sharia råder och Guds lag respekteras... Den övriga världen är krigets hus.

## Böcker
Litterära:
- Mahammat al-Sha'ir fi'l-Hayah wa Shi'r al-Jil al-Hadir (The Task of the Poet in Life and the Poetry of the Contemporary Generation), 1933
- al-Shati al-Majhul (The Unknown Beach), 1935
- Naqd Kitab: Mustaqbal al-Thaqafa fi Misr (Critique of a Book by Taha Husain: the Future of Culture in Egypt), 1939
- Al-Taswir al-Fanni fi'l-Qu'ran (Artistic Imagery in the Qur'an), 1945
- Al-Atyaf al-Arba'a (The Four Apparitions), 1945
- Tifl min al-Qarya (A Child from the Village), 1946
- Al-Madina al-Mashura (The Enchanted City), 1946
- Kutub wa Shakhsiyyat (Books and Personalities), 1946
- Askwak (Thorns), 1947
- Mashahid al-Qiyama fi'l-Qur'an (Aspects of Resurrection in the Qu'ran), 1946
- Al-Naqd al-Adabi: Usuluhu wa Manahijuhu (Literary Criticism: It's Foundation and Methods'), 1948

Teoretiska:
- Al-Adala al-Ijtima'iyya fi'l-Islam (Social rättvisa i islam), 1949
- Ma'arakat al-Islam wa'l-Ra's Maliyya (The Battle Between Islam and Capitalism), 1951
- Al-Salam al-'Alami wa'l-Islam (World Peace and Islam), 1951
- Fi Zilal al-Qur'an (In the Shade of the Qur'an), first installment 1954
- Dirasat Islamiyya (Islamic Studies), 1953
- Al-Mustaqbal li-hadha'l-Din (The Future of This Religion), n.d. (after 1954)
- Khasais al-Tasawwar al-Islami wa Muqawamatuhu (The Characteristics and Values of Islamic Conduct), 1960
- Al-Islam wa Mushkilat al-Hadara (Islam and the Problems of Civilization), n.d. (after 1954)
- Ma'alim fi'l-Tariq (Milstolpar), 1964  (Reviewed by Yvonne Ridley)
- Hadha'l-Din (Den här religionen), n.d. (1967)
- Basic Principles of Islamic Worldview
- The Islamic Concept and Its Characteristics
- Islam and universal peace